# Salting-Maler

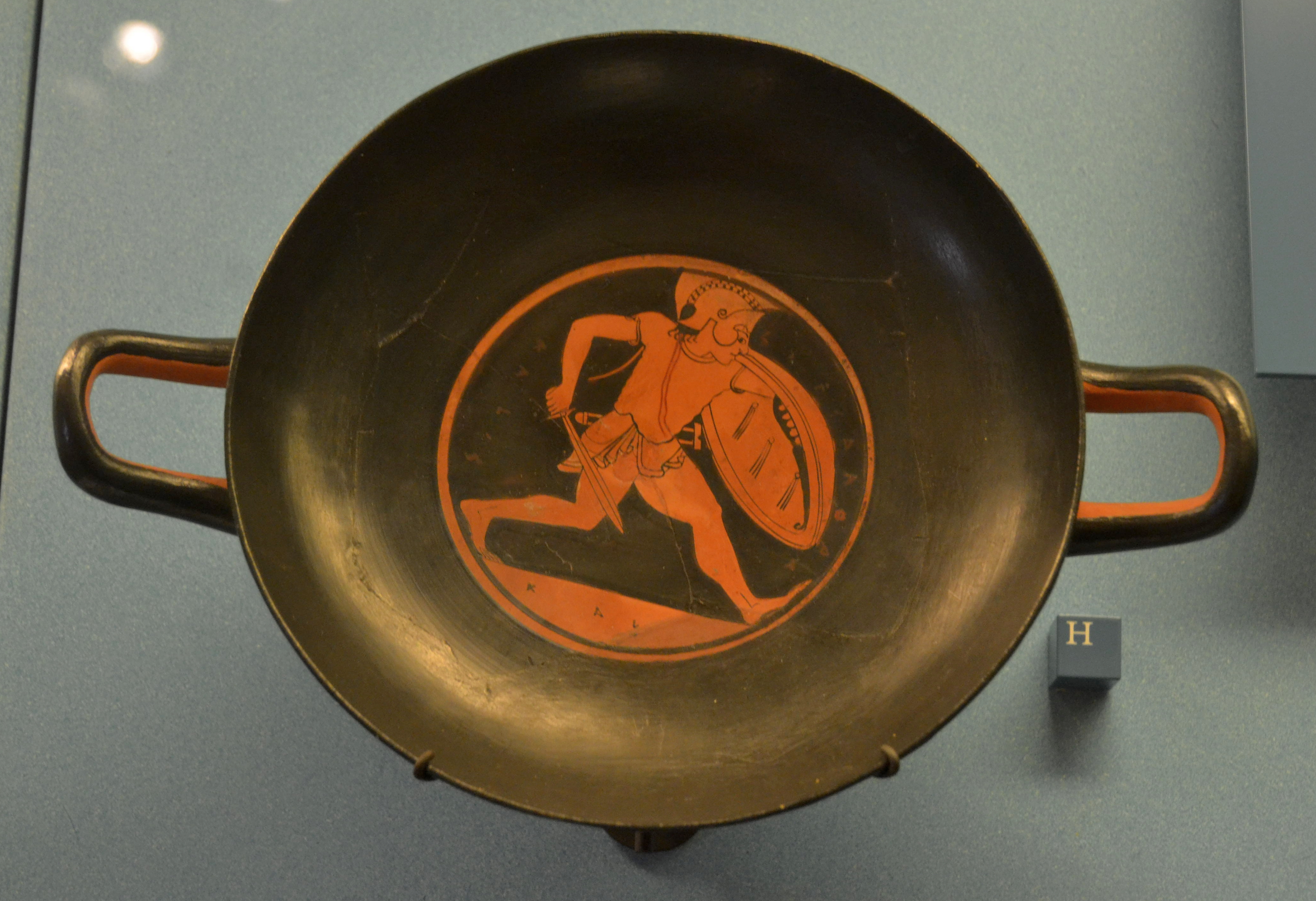
Von John D. Beazley mit dem Salting-Maler in Verbindung gebrachtes Werk („erinnert an den Salting-Maler“) im Dänischen Nationalmuseum in Kopenhagen. Hoplit (in dieser Form sind mehrere Hoplitendarstellungen des Salting-Malers bekannt, meist jedoch mit nackten Hopliten), um 520/500 v. Chr.; möglicherweise ein Frühwerk des Malers, bei dem noch nicht alle späteren Eigenheiten der Proportionen ausgeprägt waren.

Der Salting-Maler war ein griechischer Vasenmaler des rotfigurigen Stils, der gegen Ende des 6. Jahrhunderts v. Chr. in Athen tätig war.
Der Salting-Maler gehörte zu den relativ frühen rotfigurigen Schalenmalern. Seine Schaffenszeit wird etwa in das letzte Jahrzehnt des 6. Jahrhunderts v. Chr. beziehungsweise zum Teil noch wenige Jahre früher angesetzt. Sein Name ist nicht überliefert, weshalb ihn John D. Beazley, der seine künstlerische Handschrift innerhalb des großen überlieferten Korpus antiker bemalter Keramik erkannt und definiert hat, mit einem Notnamen unterscheidbar gemacht hat. Diesen Notnamen erhielt er nach seiner Namenvase im Victoria and Albert Museum, die zuvor zur Sammlung des renommierten Kunstsammlers George Salting gehörte. Sie zeigt im Tondo (Innenbild) einen jungen, nackten Athleten mit einem Diskos in der Hand.
Der Stil des Salting-Malers ist wie der vieler Schalenmaler der Zeit nicht einfach zu fassen. Vor allem dem Schreiner-Maler steht er sehr nahe. Beazley schrieb ihm nur wenige Werke zu. Bei sechs Schalen war er sich sicher, zwei weitere Schalen gehören möglicherweise in das Frühwerk des Vasenmalers. Daran schließt er zwei weitere Schalen an, die er als nahe dem Salting-Maler klassifiziert, sowie zwei weitere Schalen aus der stilistischen Nähe.